# Trafostanice Na Zatlance
Trafostanice Na Zatlance na Smíchově v Praze je transformační stanice, která stojí na souběhu ulic Na Zatlance a Kováků poblíž Gymnázia na Zatlance. Od roku 2003 je chráněna jako nemovitá kulturní památka České republiky; předmětem památkové ochrany je budova trafostanice, schodiště a kamenná opěrná zeď.

## Historie
Transformační stanice pro Smíchov byla postavena v roce 1925 v rámci elektrizačního programu. V roce 2020 byla ve zrekonstruovaném objektu otevřena galerie fotografie 400 ASA Gallery.

### Popis
Objekt trafostanice navazuje na opěrnou zeď při stoupajícím terénu ulice Na Zatlance. Stavba na téměř obdélném půdorysu řešená jako jednopatrová je na svých delších stranách trojosá. Na jedné z kratších stran má půlkruhový rizalit zakončený balkonem. Korunní římsu nesou zaoblené konzole. Při opěrné zdi vyzděné z kamenného kyklopského zdiva se nachází jednoramenné schodiště, které spojuje obě terénní úrovně. Zábradlí opěrné zdi je kovové z hranolových profilů; střední sloupky zdvojené konstrukce jsou vyplněny kruhovými terči. Madlo je také kovové.